# Séismes de mai 2012 en Émilie-Romagne

L'Italie entre la plaque tectonique africaine et européenne.

Les séismes de 2012 en Émilie-Romagne sont une série de tremblements de terre de magnitude allant jusqu'à 6 qui ont eu lieu principalement à 4 h 4 le 20 mai 2012 et à 9 h 0 le 29 mai 2012 dans la région de Modène en Italie. Ils correspondent aux mouvements du système de failles est-ouest de la partie nord de la chaîne des Apennins. Cela est dû à des mouvements de convergence liés au déplacement des Apennins vers le nord-est et de l'enfoncement vers le sud de la plaque de la plaine du Pô.

## Caractéristiques

### Séisme du 20 mai

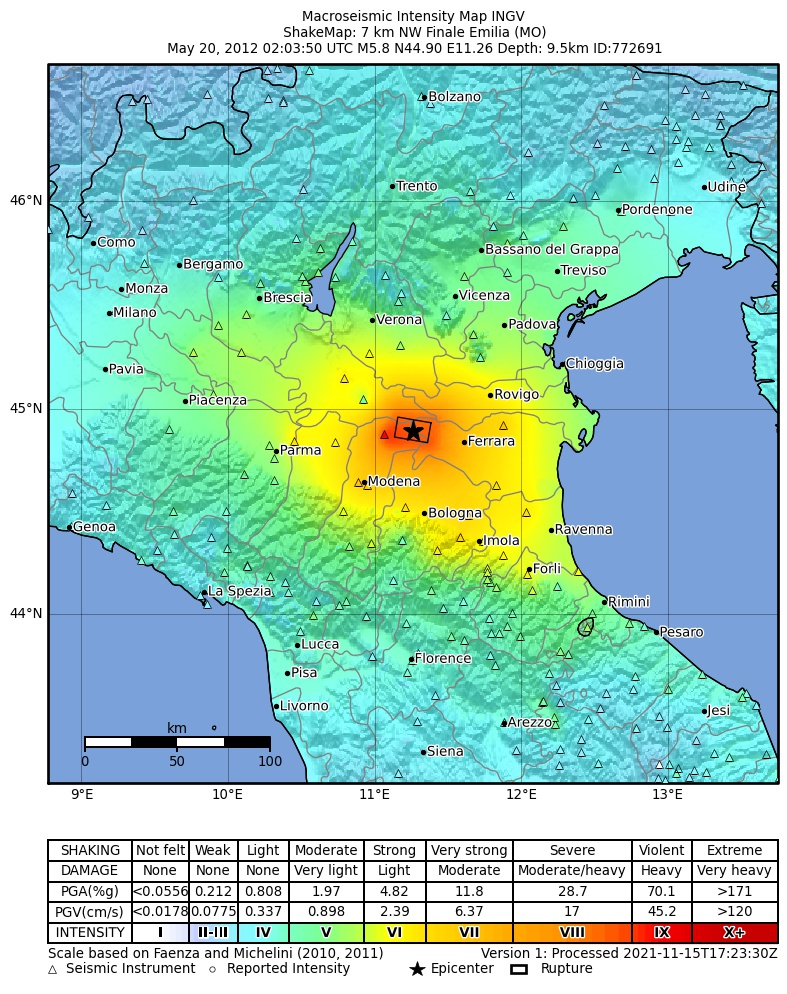
Carte du séisme du 20 mai (USGS).

La secousse de magnitude 6 qui avait été précédée d'une première de magnitude 4,1 et suivie de deux autres plus fortes, a été enregistrée par l'Institut de géophysique italien (INVG) à 4 h 4 (2 h 4 GMT). Son épicentre a été localisé à 5,1 km de profondeur à Finale Emilia, une commune située 36 km au nord de Bologne. La secousse principale, qui a duré une trentaine de secondes et a été suivie de répliques moins fortes, a été ressentie dans tout le nord-est de l'Italie. Les régions touchées sont surtout l'Émilie-Romagne et la Vénétie mais de légères secousses ont touché aussi la région du Frioul-Vénétie Julienne, la Lombardie et la Toscane.
Le séisme dont la magnitude est équivalente à celle du séisme de 2009 à L'Aquila a fait sept victimes ainsi que plusieurs dizaines de blessés et plus de 3 000 personnes déplacées, principalement dans la région de Modène (2 500 personnes) et de Ferrare (500 personnes). Au cours de la journée du 20 mai, une nouvelle réplique de magnitude 5,1 a eu lieu à 15 h 0. Dans la nuit de dimanche 20 au lundi 21 mai, plus de cent secousses dont quatre entre 3 et 3,7 de magnitude ont encore frappé la région de Ferrare. Au cours de la nuit du lundi 21 au mardi 22 mai, entre 20 h et 5 h GMT, 34 secousses de magnitude supérieure à 2, dont une ayant dépassé 3, ont été détectées.

### Séisme du 29 mai

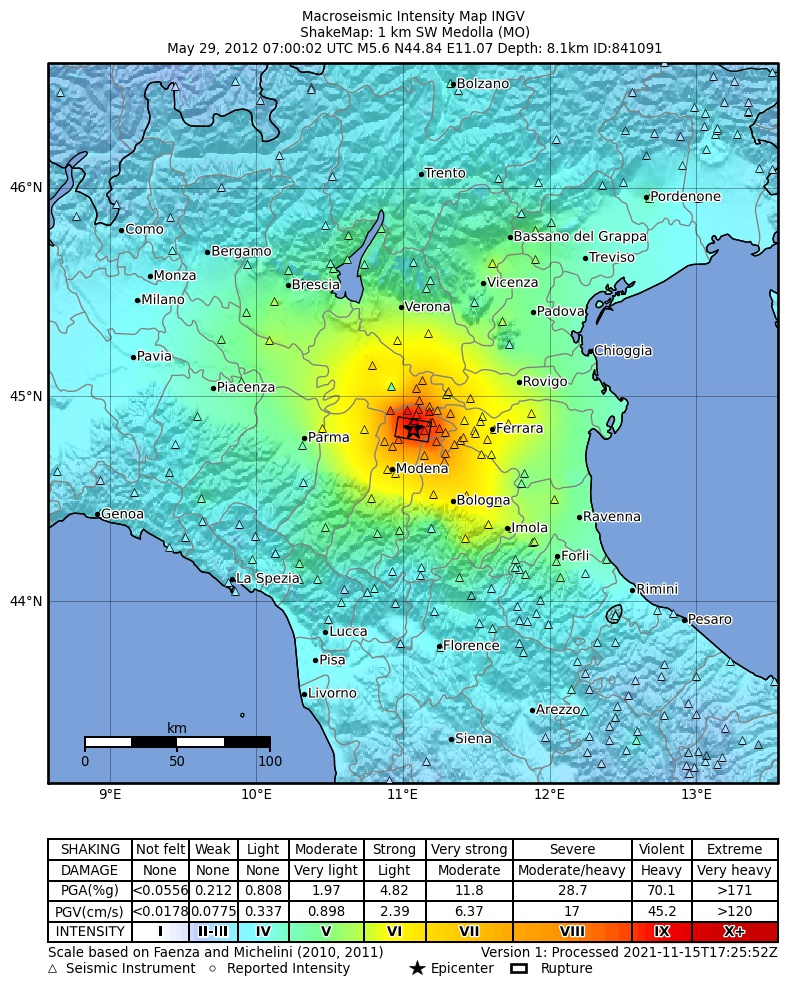
Carte du séisme du 29 mai (USGS).

Le 29 mai 2012 au matin, les zones de Mirandola, Medolla, et de Carpi sont à nouveau touchées par une forte secousse de magnitude 5,8 qui s'est produite à 9 h 0 (7 h 0 GMT) et dont l'épicentre, distant de 40 km de celui du 20 mai, se situe près de Medolla à une profondeur comprise entre 5 et 10 km. Ce séisme, qui n'est pas une réplique du précédent, est toujours associé au même système de failles sismiques est-ouest, de la partie nord des Apennins, qui semble toutefois en évolution d'après les sismologues,,. La secousse a été ressentie dans tout le centre-nord de l'Italie, de Bolzano, à Milan, et Venise. Ce séisme est suivi de nombreuses répliques de fortes intensité (dont deux de 5,3 et 5,1 de magnitude respectivement à 12 h 56 et 13 h 2) entrainant au total la mort de vingt personnes, 350 blessés, 8 000 nouveaux déplacés, et de très importants dégâts industriels et patrimoniaux,.
Plus de 60 répliques de magnitude comprise entre 2,0 et 3,54 au maximum se sont produites dans les 24h qui ont suivi.
Le 3 juin 2012, une nouvelle secousse importante de 5,1 de magnitude, dont l'épicentre se situe près de Concordia s'est produite sans faire de victimes mais accroissant un peu plus les dégâts sur les ouvrages endommagés.

### Séquence des principales secousses
| Date         | Heure locale | Magnitude | Épicentre             |
| ------------ | ------------ | --------- | --------------------- |
| 20 mai 2012  | 01:13        | 4,1       | Finale Emilia         |
| 20 mai 2012  | 04:03        | 6,0       | Finale Emilia         |
| 20 mai 2012  | 04:06        | 4,8       | Finale Emilia         |
| 20 mai 2012  | 04:07        | 5,1       | Finale Emilia         |
| 20 mai 2012  | 04:11        | 4,3       | Bondeno               |
| 20 mai 2012  | 04:35        | 4,0       | Vigarano Mainarda     |
| 20 mai 2012  | 05:02        | 4,9       | San Felice sul Panaro |
| 20 mai 2012  | 11:13        | 4,2       | Finale Emilia         |
| 20 mai 2012  | 15:18        | 5,1       | Vigarano Mainarda     |
| 20 mai 2012  | 15:21        | 4,1       | Bondeno               |
| 20 mai 2012  | 19:37        | 4,5       | Bondeno               |
| 20 mai 2012  | 16:37        | 4,1       | Finale Emilia         |
| 29 mai 2012  | 09:00        | 5,8       | Medolla               |
| 29 mai 2012  | 10:25        | 4,5       | Novi di Modena        |
| 29 mai 2012  | 10:27        | 4,7       | San Felice sul Panaro |
| 29 mai 2012  | 12:56        | 5,3       | San Possidonio        |
| 29 mai 2012  | 13:00        | 4,9       | Novi di Modena        |
| 29 mai 2012  | 13:00        | 5,2       | Novi di Modena        |
| 31 mai 2012  | 16:48        | 4,0       | Novi di Modena - Rolo |
| 31 mai 2012  | 21:04        | 4,2       | San Possidonio        |
| 3 juin 2012  | 21:20        | 5,1       | Concordia - Novi      |
| 12 juin 2012 | 03:48        | 4,3       | Novi di Modena        |

## Dégâts

### Séisme du 20 mai
Après le premier séisme du 20 mai, divers édifices culturels se sont écroulés. À Finale Emilia, épicentre du séisme, la Torre del Modenesi sur la piazza Baccarini est entièrement détruite ; une grande partie de la Rocca Estense ainsi que du Palazzo Veneziani sont lourdement endommagés ; et le toit de l'église est effondré. À San Felice sul Panaro, l'église principale s'est écroulée et les murs de l'hôtel de ville et de nombreux monuments historiques sont lézardés. À Sant'Agostino, deux ouvriers d'une usine de céramique ont perdu la vie et l'hôtel de ville est endommagé. À Ferrare, la tour Leoni du château d'Este, ainsi que l'église San Paolo in Mirabello ont subi d'importants dommages.
Par ailleurs, le séisme a touché l'industrie agroalimentaire avec de nombreux dégâts dans les stocks de parmesan DOC « Parmigiano Reggiano » (300 000 meules endommagées, soit 10 % de la production) et de Grana Padano (100 000 meules endommagées, soit 2 % de la production) estimés à plus de 200 millions d'euros de pertes,. Diverses usines de la région ont été endommagées.

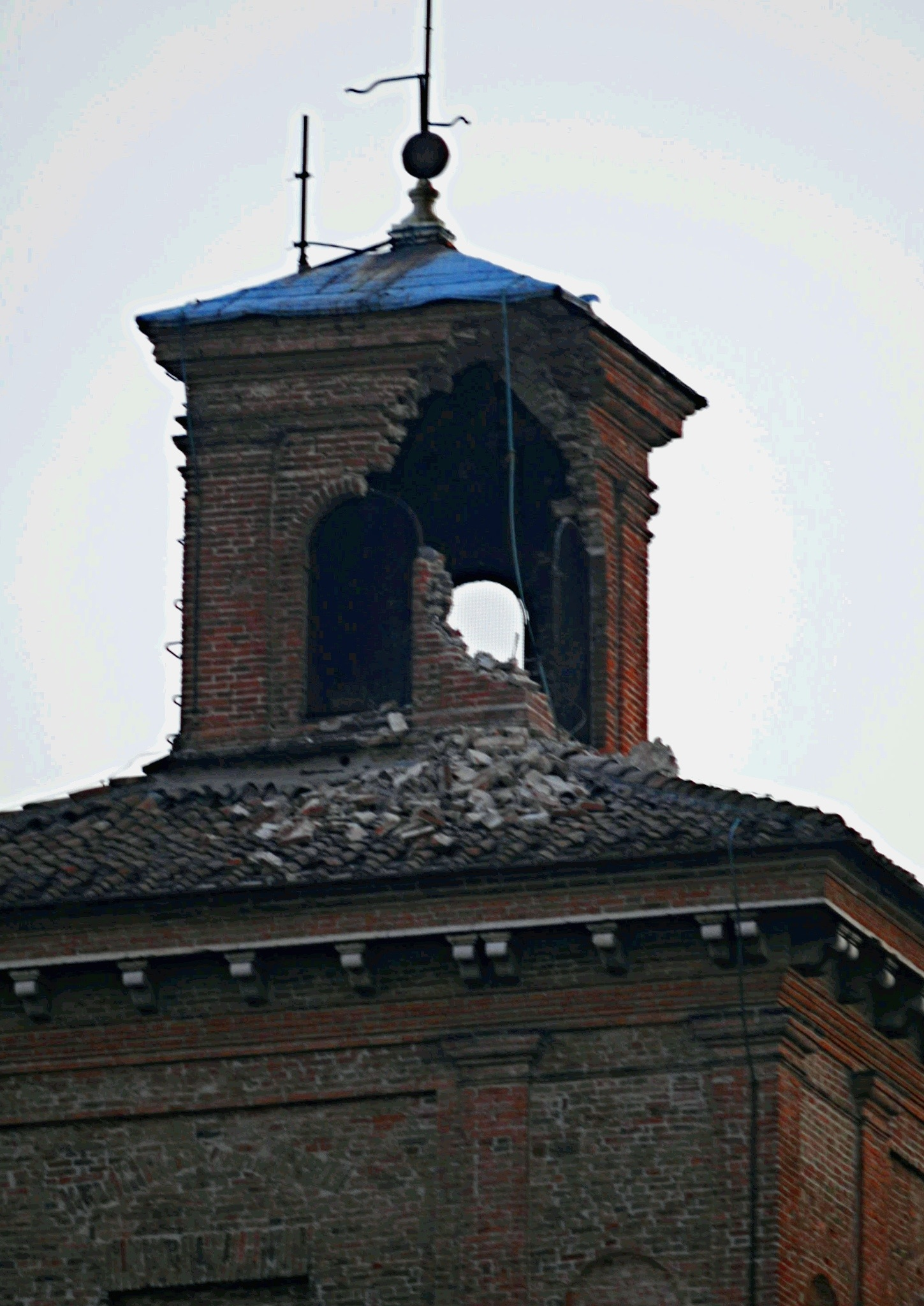
Un clocher du château d'Este à Ferrare partiellement détruit.
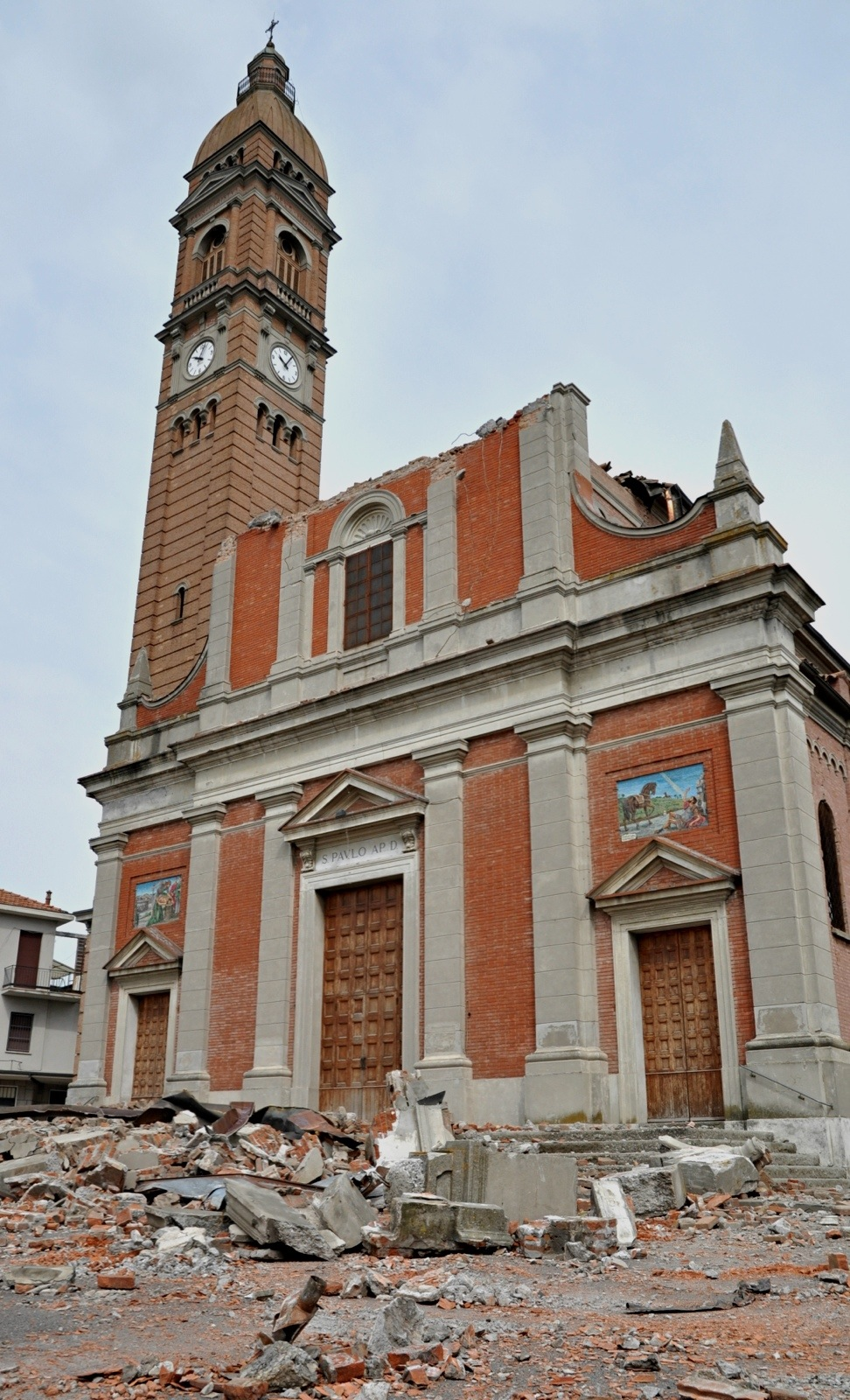
L'église San Paolo endommagée à Mirabello.
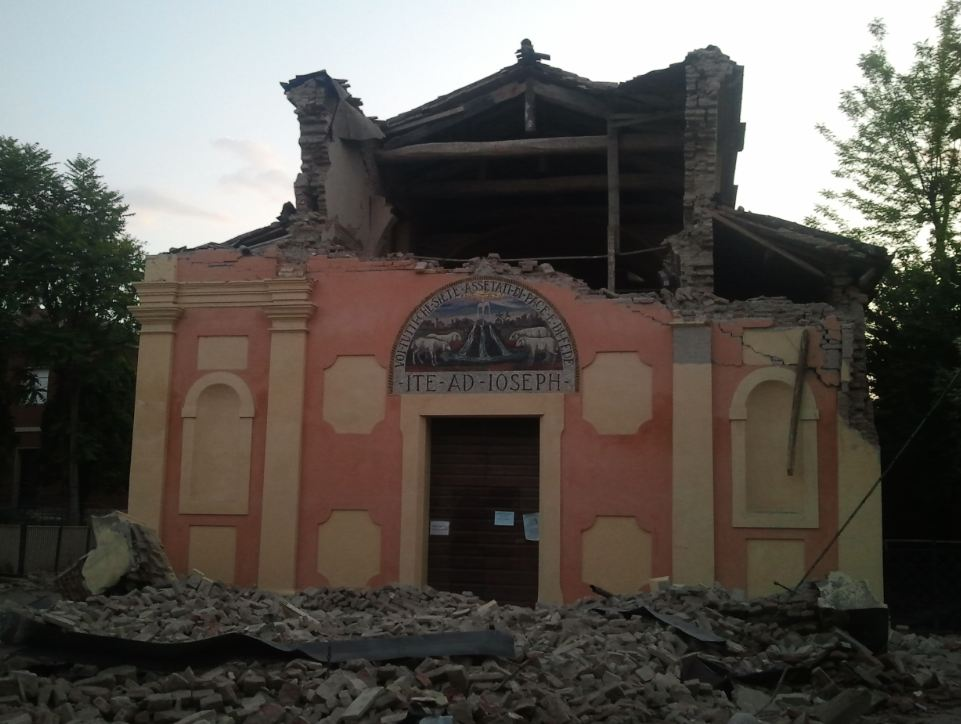
L'église du moulin à San Felice sul Panaro.
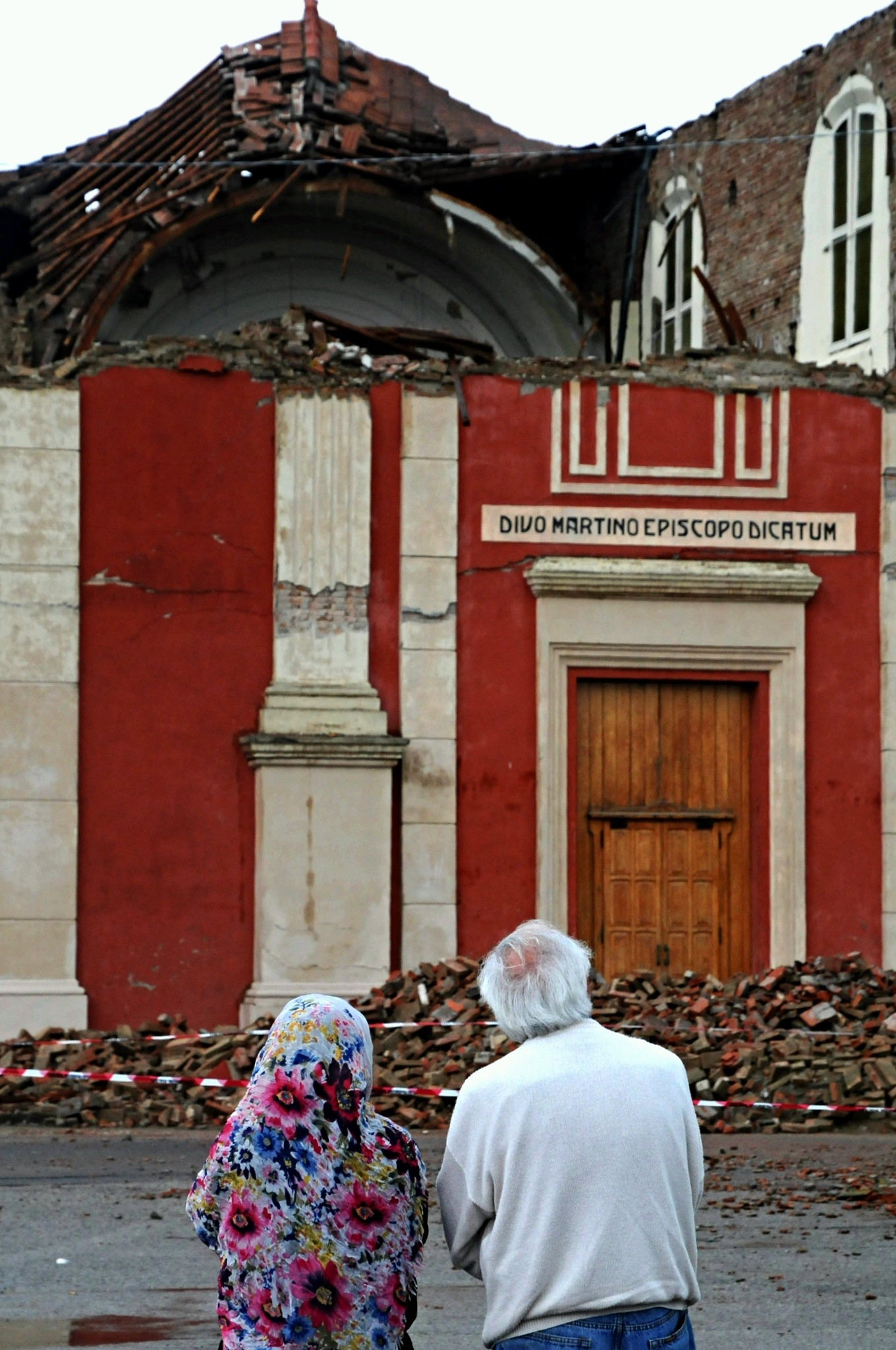
L'église San Martino di Tours endommagée à Buonacompra de Cento.
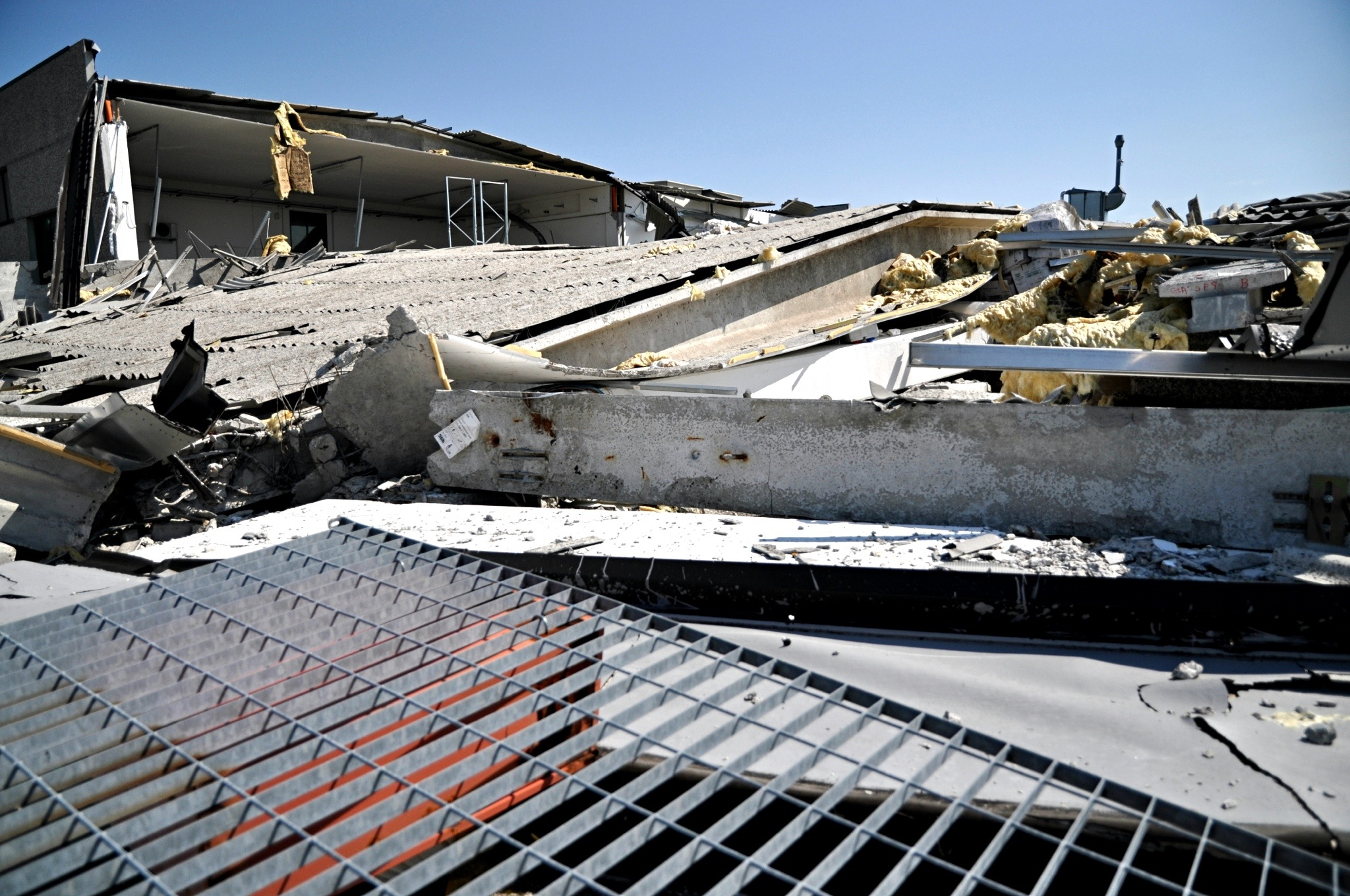
Usine détruite près de Ferrare.

Le gouvernement italien fait parvenir aux sinistrés des moyens de secours et des tentes pour abriter les personnes déplacées de chez elles. Le pape Benoît XVI, par le biais des circonscriptions ecclésiastiques concernées, demande au Conseil pontifical Cor unum d'allouer une aide de 100 000 €.

### Séisme du 29 mai
Lors du second séisme, la commune de Mirandola voit la plupart de ses monuments religieux presque totalement écroulés. De nombreuses entreprises du secteur agricole et industriel (fromageries et fabriques de céramiques) et du secteur tertiaire (pharmaceutique et biomédical) implantées à San Felice sul Panaro (où sont recensés trois morts), à Medolla (six morts), et à Mirandola (quatre morts) ont leurs bâtiments détruits,. La commune de Cavezzo (deux morts) subit d'importants dommages des habitations.
L'ensemble du secteur agroalimentaire (fromage et vinaigre balsamique) aurait subi un préjudice total des deux séismes d'un coût estimé à 500 millions d'euros. Une première estimation des dommages économiques des séismes sont évalués à 2 milliards d'euros.
Au terme de la prière de l'angélus, et lors de la VIIe rencontre mondiale des familles organisée à Milan par le Saint-Siège, Mgr Erminio De Scalzi (de) a annoncé, le 3 juin 2012, que le pape Benoît XVI destinait une aide de 500 000 euros aux victimes de ce deuxième séisme, remise aux évêques de Mantoue, Modène, Ferrare, Carpi et Bologne,.

### Répliques du 3 juin
La série d'une trentaine de répliques survenues du 3 au 4 juin ont entrainé la destruction de nombreux bâtiments endommagés par les précédents tremblements dont notamment la tour de l'horloge de Novi di Modena qui s'est totalement écroulée.